# Watership Down
Watership Down (no Brasil: "A Longa Jornada") é um clássico romance de aventura, escrito pelo inglês Richard Adams, publicado pela Rex Collings Ltd. de Londres em 1972. Situado no sul da Inglaterra, o romance acompanha a trajetória de um pequeno grupo de coelhos. Apesar de viver em seu habitat natural, eles são antropomorfizados, possuindo a sua própria cultura, língua, provérbios, poesia e mitologia. Evocando temas épicos, o romance aborda como os coelhos escapam da destruição de seu viveiro e procuram um lugar para estabelecer um novo lar, enfrentando perigos ao longo do caminho.
Watership Down foi o primeiro livro de Adams. Embora tenha sido rejeitado por várias editoras antes da Collings aceitá-lo, o mesmo ganhou a Medalha Carnegie, a Medalha Guardian Prize e outros prêmios literários. Foi adaptado em 1978 o filme de animação Watership Down. Posteriormente, houve uma série de televisão também intitulada Watership Down, a qual se estendeu de 1999 a 2001.
Adams completou uma sequência quase 25 anos depois, Contos de Watership Down. É uma coleção de dezenove contos sobre El-ahrairah e os já conhecidos coelhos, além de um glossário para a língua Lapine (a linguagem dos coelhos) e notas acerca da pronúncia de algumas palavras.

## Origem e histórico de publicação
O título refere-se ao destino dos coelhos no livro, Watership Down, uma colina ao norte de Hampshire, Inglaterra, perto da área onde Adams cresceu. A história começou como pequenos contos que Richard Adams narrava para suas filhas Julieta e Rosamond durante as longas viagens de carro. Como ele explicou, em 2007, ele "começou a contar a estória dos coelhos... Improvisada na cabeça, enquanto estávamos dirigindo. As filhas insistiram que ele anotasse — "elas foram muito, muito persistentes" —. Depois de um tempo ele começou a escrever à noite e completou o livro dezoito meses depois. O livro é dedicado para suas filhas.
A descrição de Adams sobre o comportamento selvagem dos coelhos fora baseada no livro The Private Life of the Rabbit (1964), escrito pelo naturalista inglês Ronald Lockley. Ambos se tornaram amigos, fazendo em um tour na Antártica o qual se tornou tema de um livro com a co-autoria de Adams, Voyage Through the Artantic.
Watership Down foi rejeitado seis vezes antes de ser aceito pela Rex Collings. Um editor londrino da Collins escreveu para uma associada, "Eu acabei de encontrar um romance sobre coelhos, um deles com uma percepção extra-sensorial. Você acha que eu estou louco?" A associada se referiu ao livro como "um risco" nos registros da Collings; "um livro tão esquisito escrito por um autor desconhecido que foi rejeitado pelos maiores editores de Londres; mas também era um livro notável e intuitivo. Mais tarde, Adams disse que a Collings havia dado o título Watership Down. Uma segunda edição foi publicada em 1973.
A Macmillan Publishers USA, uma grande editora, publicou a primeira versão americana em 1974 e uma edição holandesa também fora publicada no mesmo ano pela Het Spectrum.